# Turistická značená trasa 6170
 Turistická značená trasa 6170 je žlutě vyznačená 1,8 km dlouhá pěší trasa Klubu českých turistů v jižní části okresu Příbram vedoucí od železniční stanice Milín k modře značené turistické trase 1061, na kterou se napojuje v lese mezi Milínem a Vrančicemi na místě zvaném Pod Vrančí.

## Popis trasy
Trasa začíná u železniční stanice Milín (železniční trať Zdice–Protivín), která se nachází zhruba 2 km západně od centra Milína. Prvních cca 750 metrů vede po milínské ulici a místní komunikaci souběžně s uvedenou železniční tratí, poté směřuje do přírody, zbývající úsek vede lesy a po lukách (400 metrů) a mírně stoupá.
| Km  | Místo       | Navazující, křižující a souběžné trasy | Nadm. výška |
| --- | ----------- | -------------------------------------- | ----------- |
| 0   | Milín (žst) |                                        | 546 m       |
| 1,8 | Pod Vrančí  | 1061                                   | 562 m       |

## Zajímavá místa
- železniční stanice Milín